# Ле Боек, Гаэль
Гаэль Ле Боек (фр. Gaël Le Bohec) — французский политик, депутат Национального собрания Франции.

## Биография
Родился 4 ноября 1977 г. в Сен-Бриё (департамент Кот-д’Армор). В 2000 году закончил Католический институт искусств и ремесел (ICAM) в Нанте, получил специальность инженера, работал в крупных компаниях промышленного сектора. В 2015 году основал собственную компанию, которая оказывала услуги медицинских учреждениях в организации управления и логистики. Также преподает логистику в Высшей школе общественного здравоохранения (EHESP) в Ренне. 
Присоединился к движению "Вперёд!" с 2016 года, в 2017 году стал кандидатом партии «Вперёд, Республика!» по 4-му избирательному округу департамента Иль и Вилен на выборах в Национальное собрание и сумел одержать победу во 2-м туре. В Национальном собрании стал членом Комиссии по вопросам образования и культуры.
В выборах в Национальное собрание в 2022 году не участвовал.

## Занимаемые должности
21.06.2017 — 21.06.2022 — депутат Национального собрания Франции от 4-го избирательного округа департамента Иль и Вилен